# Schindleria brevipinguis
Schindleria brevipinguis är en fiskart som beskrevs av Watson och Walker 2004. Schindleria brevipinguis ingår i släktet Schindleria och familjen Schindleriidae. IUCN kategoriserar arten globalt som livskraftig. Inga underarter finns listade i Catalogue of Life.
Arten växer till en maximal total längd av 8,4 mm (0,33 tum).